# Nina ten Broek
Nina Thera ten Broek (* 4. Juli 2001) ist eine niederländische Wasserballspielerin. Sie war mit der niederländischen Nationalmannschaft Olympiadritte 2024, Weltmeisterschaftsdritte 2022, Weltmeisterin 2023 sowie Europameisterin 2024.

## Sportliche Karriere
Nina ten Broek studierte Jura an der Radboud-Universität Nijmegen und an der Open Universiteit Nederland. Sie wechselte schon mit 18 Jahren nach Italien und spielt seit 2021 bei CN Terassa in Spanien.
2017 wurde Nina ten Broek mit dem niederländischen Team Dritte bei der Juniorinnenweltmeisterschaft, 2019 gewann sie Silber. Bei ihrer dritten Teilnahme 2021 belegte das niederländische Team den sechsten Rang.
Seit 2018 spielt sie auch in der Nationalmannschaft, wurde aber erst 2022 Stammspielerin. 2022 gewannen die Niederländerinnen die Bronzemedaille bei der Weltmeisterschaft in Budapest und wurden Vierte bei der Europameisterschaft in Split. Bei der Weltmeisterschaft 2023 in Fukuoka bezwangen die Niederländerinnen im Halbfinale die Italienerinnen und im Finale die Spanierinnen. Beim Endstand von 12:12 wurde das Endspiel im Fünf-Meter-Schießen entschieden. Im Jahr darauf siegten die Niederländerinnen bei der Europameisterschaft in Eindhoven und wurden Fünfte bei der Weltmeisterschaft in Doha. Bei den Olympischen Spielen 2024 in Paris verloren die Niederländerinnen im Halbfinale nach Fünf-Meter-Schießen gegen die Spanierinnen. Nina ten Broek warf in disem Spiel zwei Tore. Im Spiel um den dritten Platz bezwangen die Niederländerinnen die Titelverteidigerinnen aus den Vereinigten Staaten.